# Batocera una
Batocera una es una especie de escarabajo longicornio del género Batocera,  subfamilia Lamiinae. Fue descrita científicamente por White en 1858.
Se distribuye por Vanuatu e Islas Salomón. Mide 41-75 milímetros de longitud. El período de vuelo ocurre en los meses de mayo, agosto, septiembre, noviembre y diciembre.